# Maximiliano Francisco de Waldburg-Wolfegg
Maximiliano Francisco Eusebio de Waldburg-Wolfegg (en alemán: Maximilian Franz Eusebius zu Waldburg-Wolfegg; 8 de enero de 1641 - 21 de agosto de 1681) fue un noble alemán, conde de Waldburg-Wolfegg.

## Biografía

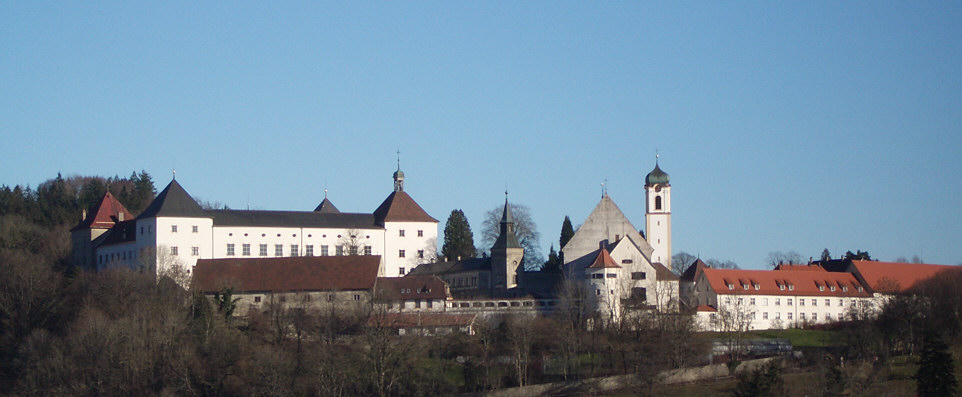
Castillo de Wolfegg, residencia de los condes de Waldburg-Wolfegg.

Fue hijo del mariscal de campo Maximiliano Wilibald de Waldburg-Wolfegg (1604-1667) y su primera esposa, la condesa Magdalena Juliana von Hohenlohe-Waldenburg (1619-1645), hija del conde  Felipe Enrique de Hohenlohe-Waldenburg y la condesa Dorothea Waldburg de Hohenlohe-Neuenstein (1590-1656). Su padre Maximiliano Wilibald von Waldburgh-Wolfgang se casó, por segunda vez, el 26 de diciembre de 1648 en Lindau am Bodensee  Clara Isabella de Arenberg (1629-1670).
Maximiliano Francisco murió a los 40 años el 21 de agosto de 1681.

## Matrimonio e Hijos
Maximilian Franz von Waldburg-Wolfgang se casó el 11 de marzo de 1676 con la condesa y escultora Maria Ernestine von Salm-Reifferscheid-Dyck (* 30 de junio de 1657; † 13 de marzo de 1723), hija del conde y pintor Ernesto Salentin von Salm-Reifferscheid-Dyck (1621-1684) y la condesa Clara Magdalena de Manderscheid (1636-1692). Tuvieron cuatro hijos:
- María Ana de Waldburg-Wolfgang (19 de enero de 1677 - 10 de agosto de 1678)
- Fernando Luis de Waldburg-Wolfegg (19 de julio de 1678 - 6 de abril de 1735), sucesor de su padre, casado el 14 de febrero de 1700 con María Ana Amalia von Schellenberg (31 de octubre de 1681 - 13 de agosto de 1754)
- Anna Luisa de Waldburg-Wolfgang (13 de septiembre de 1679 - 25 de marzo de 1736, Viena), casada el 12 de octubre de 1702 en Viena con Ernesto Jacobo de Waldburg-Zeil-Wurzach (28 de octubre de 1673 - 8 de junio de 1734)
- Maria Jacoba Antonia Eusebia de Waldburg-Wolfgang (21 de enero de 1681 - 17 de julio de 1682)